# 席德·京治
席德·京治（英語：Ernest Sydney "Syd" King，1873年8月1日—1933年2月14日）是一名英格蘭足球運動員和領隊，也是韋斯咸早期歷史上最重要的人物之一。

## 球員生涯
京治出生於肯特郡漆咸，在沃特福德男子文法學校接受教育。京治的職業生涯始於在Northfleet擔任邊後衛，並曾擔任過球會隊長。他曾經在對陣史雲頓的比賽中射入三個烏龍球。
京治於1897年轉會到新布普頓效力兩個賽季，然後於1899年加入泰晤士鐵廠。京治被認為是南部聯賽最好的邊後衛之一，“鐵桿”不得不立即拒絕打比郡對這名球員的報價。
京治在他們的第一個賽季於南部聯賽甲組中出場16次，那年也在足總盃中出場7次，令人印象深刻的成績最終以1-2主場擊敗死敵米禾爾體育。
1900年，在球會轉名過渡到韋斯咸後，他被保留為球隊球員，並繼續為他們效力直至1903年，總共記錄於59次聯賽和7次足總盃出場。

## 領隊生涯
在京治作為球員的最後一個賽季開始時，他被任命為球會秘書，儘管他已經被認為是球會的“經理”。在1904年-05年賽季前夕，發行一張球隊照片的小明信片，在其背面上印有京治支持Oxo的以下文字：
“訓練時，Oxo是我們球隊唯一使用飲料，所有人都說他們從中獲得至高無上的力量和耐力。” - 韋斯咸秘書E. S. King
京治在韋斯咸的任期包括他們在1919年獲選加入足球聯盟乙組聯賽，恰逢董事會開出1,500英鎊的個人支票，以表彰他為球會服務20年。他的基本工資也提高到每週10英鎊。
1922年2月，有爭議的韋斯咸傳奇人物席德·普德福以創紀錄的5,000英鎊出售給福爾柯克。因為此而展開轉會談判，京治獲得300英鎊的獎金。這時候，他還獲得100英鎊的年度獎金。
接下來的一個賽季，韋斯咸首次闖入足總盃決賽，雖然輸給保頓，但也確保他們在頂級聯賽中的位置，獲得乙組聯賽亞軍。1923年當地報紙East Ham Echo的一個版本宣稱：
“席德·京治就是韋斯咸，韋斯咸就是席德·京治。”
晉級後，席德·京治為韋斯咸在甲組聯賽中進入一段鞏固期，其中的亮點是1926-1927賽季，韋斯咸在甲組聯賽中獲得第6名。直到1958-1959賽季泰德·芬頓任職期間，韋斯咸才達到這一表現。這種穩定的表現成為可能，部分原因是席德·京治簽下後來成為韋斯咸傳奇和紀錄保持者的球員，以及英格蘭國腳，包括吉米·魯菲爾、泰德·赫夫頓和維克·華生。
席德·京治於1931年被任命為韋斯咸的股東，但該隊在1931-32賽季降級回乙組聯賽。1932年11月5日，韋斯咸在下個賽季的第9場比賽中輸給巴拉福特公園足球會，在同一天的董事會會議上，一位董事會成員表示，“在球隊討論期間，（京治）“喝醉了並且不服從命令 。” 京治“喜歡喝酒”已經不是什麼秘密了，但他已經在這個問題上多次得到董事會的安撫。第二天他們宣布：
“一致決定，在另行通知之前，查理·佩恩特將單獨管理球員，並相應地通知席德·京治。”
董事會也曾假設金一直在為自己挪用韋斯咸的資金，但從未得到證實。席德·京治被無薪停職三個月，還被禁止進入博林球場。在1933年1月3日的董事會會議之後，他的合約被永久終止，他每週獲得3英鎊的特惠付款。 

## 逝世
儘管對於一名從事足球工作的前球員來說相對富有，但京治的聲譽和他的職業生涯都因此解僱變得支離破碎。在被解僱後的一個月後，他喝了混有腐蝕性液體的酒精自殺。 
對他死亡的調查表明，他“在精神不健全的時候”結束自己的生命，並且一直患有受害妄想症。根據他的兒子在調查中的說法，他的抑鬱症是在1932年夏天球隊降班時開始的，他的偏執狂也隨之而來。

## 個人生活
京治是一名共濟會會員，於1905年加入商船海軍總會第781號。京治與包括亨利·諾里斯在內的其他25人於1920年申請另行成立足球總會，但未獲成功。